# Hydroklortiazid

Strukturformel

Hydroklortiazid är ett diuretikum (urindrivande medel). 
Hydroklortiazid ingår i ett stort antal läkemedel i kombination med blodtryckssänkande substanser.